# Хелен Тафт
Хелен Лујза "Нели" Тафт (рођена Херон; 2. јун 1861 – 22. мај 1943) је била супруга америчког председника Вилијама Тафта и Прва дама Сједињених Америчких Држава од 1909. до 1913. године.

## Ране године
Рођена је у Синсинатију у Охају. Хелен је била четврто од једанаесторо деце судије Џона Вилијамсона Херона (1827-1912), колеге Бенџамина Харисона и партнера Радерфорда Хејза. Њена мајка, Харијет Колинс Херон (1833-1902) је била ћерка америчким конгресменима. Нелин деда, Ела Колинс и стриц, Вилијам Колинс, били су чланови Конгреса. током детињства су је звали Нели, а не Хелен. Нели Херон је уписала приватну школу Мис Мис у Синсинатију. Похађала ју је од 1866. до 1879. године, након чега је уписала студије на Универзитету у Синсинатију. Почев од 1882. године, до брака је предавала у различитим школама. Године 1877. присуствовала је са родитељима прослави двадесетпетогодишњице венчања председника и госпође Хејз, када је недељу дана боравила у Белој кући. Њена млађа сестра Луси крштена је на том догађају. Кума јој је била госпођа Хејз.

## Брак
Упознала је Вилијама Тафта 1879. године на забави у Синсинатију. Тафт је тада имао 22 године, а Хелен 18. Тафт ју је запросио у фебруару 1880. године, али је њихова веза држана у тајности до 1882. године. Верени су априла 1885. године. Венчање је обављено 19. јуна 1886. године у кући родитеља младе у Синсинатију. Пар је провео један дан меденог месеца у Њујорку, четири дана у Си Брајту у Њу Џерзију, након чега су кренули у тромесечну турнеју по Европи. По повратку, настанили су се у Синсинатију. Нели Тафт је подржавала политичку каријеру свог супруга. Поздрављала је сваки корак у његовој судској каријери. Тафт је најпре постао државни судија, а потом генерални адвокат САД и судија савезног круга. Тафт је 1900. године преузео дужност генералног гувернера САД на Филипинима (1900-1903). Нели Тафт се са својом децом преселила у Манилу, где је покушала да се прилагоди тамошњем становништву, показујући поштовање и интересовање за културу Филипина. Учила је њихов језик, носила тамошњу одећу и позивала Филипинце на пријеме.
Тафт је имао двојицу синова и ћерку. Роберт Тафт (1889-1953) је био политичар и државник, Хелен Тафт Манинг (1891-1987) је била просветна радница, а Чарлс Тафт (1897-1983) грађански лидер.

## Прва дама
Нели Тафт је била прва Прва дама која је јахала у паради инаугурације свог супруга, упркос лошим временским условима. Понекад је присуствовала састанцима кабинета са председником. Увела је музичку забаву након државничких вечера које су постале традиција Беле куће. Са супругом је присуствовала симфонијским, оперским и позоришним представама у Вашингтону. Маја 1909. године Нели Тафт је доживела мождани удар, који јој је оштетио центар за говор, одузео десну руку и ногу. Мождани удар догодио се на почетку председничког мандата њеног супруга. Уз помоћ своје четири сестре, наставила је да обавља функцију домаћице Беле куће, све док се није опоравила, уз помоћ свог супруга.
Брачни пар славио је годишњицу венчања 19. јуна 1911. године, са око 2000 гостију. Била је то велика прослава.</ref> Уз помоћ своје четири сестре, наставила је да обавља функцију домаћице Беле куће, све док се није опоравила, уз помоћ свог супруга.
Као Прва дама, Хелен је организовала садњу 3020 јапанских трешања око слива реке и око Капитола. Са супругом јапанског амбасадора, лично је поставила прве две младице 27. марта 1912. године. Као Прва дама, посебно је уживала у друштву подпредседника Џејмса Шермана и његове супруге Кери. То је допринело отопљавању односа између председника и подпредседника, који су од раније били у сукобу. Након што је изгубио изборе од Вудроа Вилсона, Тафт се вратио у Синсинати, где је почео да предаје право. Нели Тафт је написала своје мемоаре, који су објављени 1914. године. Током Великог рата, пружила је подршку Америчком Црвеном крсту.
Вилијам Тафт је именован Врховним судијом 1921. године, након чега је Нели постала прва жена која је била и Прва дама и супруга Врховног судије. Обновила је друштвене активности након повратка у Вашингтон. Прохибиција је у то време била у центру политичког живота САД. Нели Тафт је припадала страни "Мокрих" (противницима Прохибиције), тако да су се гости Беле куће забављали уз алкохол док је Нели била Прва дама. Вилијам Тафт се током свог председништва успротивио Прохибицији, те је био један од њених најзначајнијих противника. Током последњих година свог мандата писао је писма у знак подршке "Мокрима".
Нели Тафт је била прва Прва дама која је објавила своје мемоаре. Такође је била и прва супруга америчког председника која је поседовала аутомобил и возачку дозволу. Подржала је изборно право жена, била је прва Прва дама која је пушила цигарете, и прва која је пратила свога супруга у инаугурацијској паради. Након смрти свога супруга 8. марта 1930. године, Нели је остала да живи у Вашингтону. И даље је била друштвено активна. Умрла је у истом граду 22. маја 1943. године, а сахрањена је поред супруга на Националном гробљу у Арлингтону.